# Club Baloncesto Estudiantes 2002-2003
Questa voce raccoglie le informazioni riguardanti il Club Baloncesto Estudiantes nelle competizioni ufficiali della stagione 2002-2003.

## Stagione
La stagione 2002-2003 del Club Baloncesto Estudiantes è la 47ª nel massimo campionato spagnolo di pallacanestro, la Liga ACB.

## Roster
Aggiornato al 10 novembre 2021.
| Adecco Estudinates 2002-03 | Adecco Estudinates 2002-03 |
| Giocatori                  | Staff tecnico              |
| -------------------------- | -------------------------- |

| N. | Naz.                                               | Ruolo | Nome              | Anno | Alt.   | Peso   |  |
| -- | -------------------------------------------------- | ----- | ----------------- | ---- | ------ | ------ |  |
| 4  | Stati Uniti (bandiera)                             | AC    | Adam Keefe        | 1970 | 206 cm | 104 kg |  |
| 4  | Stati Uniti (bandiera)                             | C     | Bryan Sallier     | 1969 | 203 cm |        |  |
| 6  | Stati Uniti (bandiera)                             | P     | Corey Brewer      | 1975 | 185 cm | 83 kg  |  |
| 7  | Serbia e Montenegro (bandiera) · Spagna (bandiera) | G     | Nikola Lončar     | 1972 | 198 cm | 78 kg  |  |
| 8  | Spagna (bandiera)                                  | AP    | Andrés Miso       | 1983 | 198 cm | 88 kg  |  |
| 9  | Spagna (bandiera)                                  | AC    | Felipe Reyes      | 1980 | 203 cm | 104 kg |  |
| 10 | Spagna (bandiera)                                  | A     | Carlos Jiménez    | 1976 | 204 cm | 100 kg |  |
| 11 | Spagna (bandiera)                                  | C     | Germán Gabriel    | 1980 | 207 cm | 108 kg |  |
| 12 | Spagna (bandiera)                                  | C     | Rafael Vidaurreta | 1977 | 206 cm | 117 kg |  |
| 13 | Spagna (bandiera)                                  | P     | Nacho Azofra (C)  | 1969 | 185 cm | 83 kg  |  |
| 14 | Argentina (bandiera) · Italia (bandiera)           | AP    | Hernán Jasen      | 1978 | 199 cm | 97 kg  |  |
| 15 | Spagna (bandiera)                                  | AG    | Iker Iturbe       | 1976 | 198 cm | 101 kg |  |
| 16 | Spagna (bandiera)                                  | AC    | Jan Martín        | 1984 | 202 cm | 98 kg  |  |
| 18 | Spagna (bandiera)                                  | AG    | Adrián García     | 1985 | 200 cm |        |  |

| Allenatore                                                                    |
| - Pepu Hernández                                                              |
| Assistente/i                                                                  |
| - Javier Carlos González Legenda - (C) Capitano - (IN) Inattivo - Infortunato |

## Mercato

### Sessione estiva
| Acquisti | Acquisti       | Acquisti       | Acquisti         | Acquisti |
| R.a      | Nome           | da             | Modalità         |          |
| -------- | -------------- | -------------- | ---------------- | -------- |
| P        | Corey Brewer   | Oklahoma Storm | definitivo       |          |
| AC       | Adam Keefe     | Girona         | definitivo       |          |
| G        | Nikola Lončar  | Breogán        | definitivo       |          |
| C        | Germán Gabriel | Málaga         | rinnovo prestito |          |
| AG       | Iker Iturbe    | Real Madrid    | definitivo       |          |
| AC       | Jan Martín     | Real Canoe     | definitivo       |          |

| Cessioni | Cessioni         | Cessioni       | Cessioni       | Cessioni |
| R.       | Nome             | a              | Modalità       |          |
| -------- | ---------------- | -------------- | -------------- | -------- |
| AC       | Andrae Patterson | Manresa        | fine contratto |          |
| C        | Alfonso Reyes    | Real Madrid    | fine contratto |          |
| P        | Gonzalo Martínez | Gran Canaria   | fine contratto |          |
| A        | Nacho Yáñez      | Tenerife       | fine contratto |          |
| G        | Marlon Garnett   | Olimpia Milano | fine contratto |          |

### Dopo l'inizio della stagione
| Acquisti | Acquisti      | Acquisti   | Acquisti      | Acquisti   |
| R.       | Nome          | da         | Data          | Modalità   |
| -------- | ------------- | ---------- | ------------- | ---------- |
| C        | Bryan Sallier | Free agent | novembre 2002 | definitivo |

| Cessioni | Cessioni      | Cessioni   | Cessioni      | Cessioni       |
| R.       | Nome          | a          | Data          | Modalità       |
| -------- | ------------- | ---------- | ------------- | -------------- |
| C        | Bryan Sallier | Free agent | dicembre 2002 | fine contratto |